# Pierre Audi

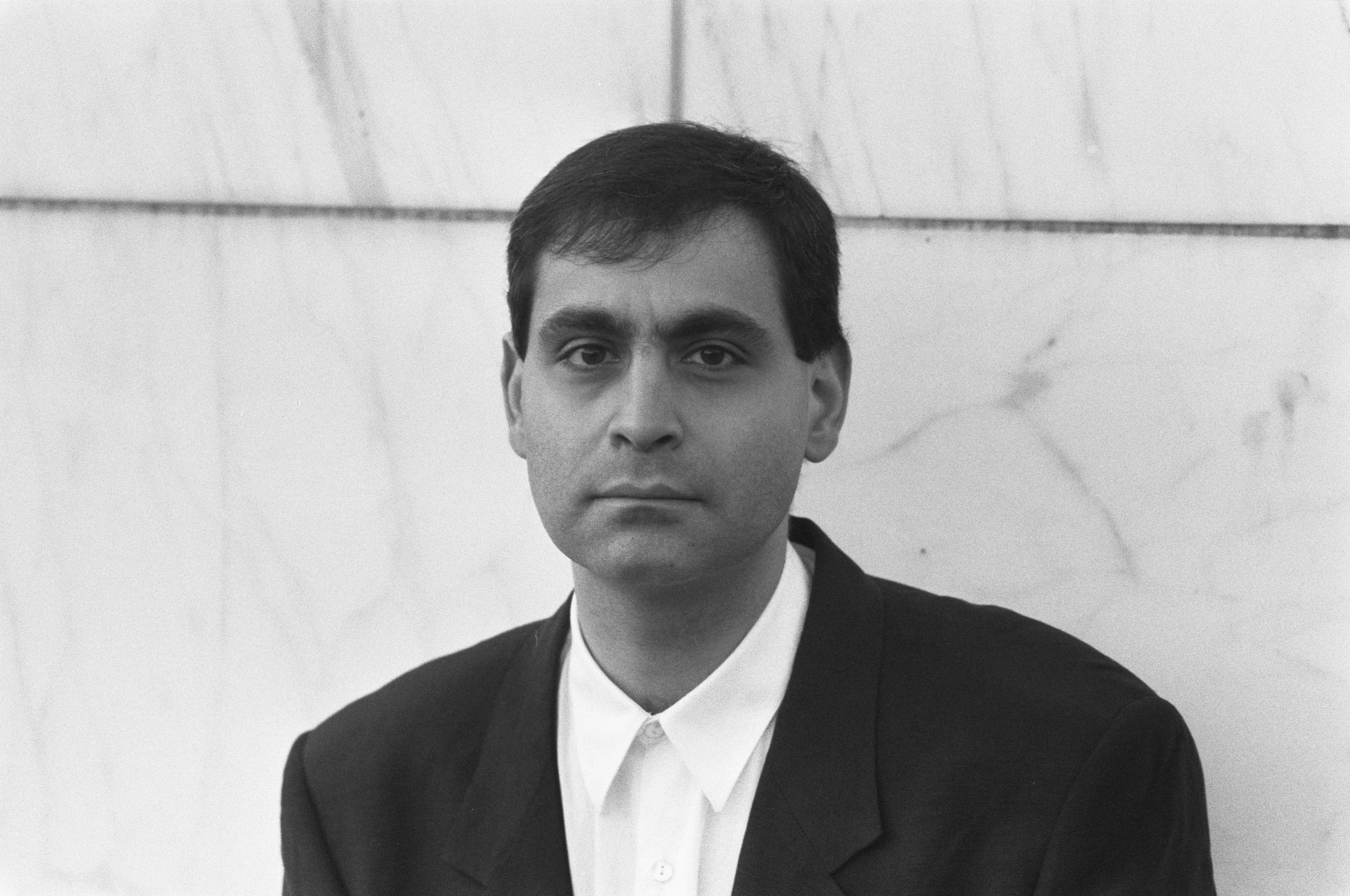
Pierre Audi, 1988

Pierre Raymond Audi (* 9. November 1957 in Beirut, Libanon; † 3. Mai 2025 in Peking) war ein französisch-libanesischer Theaterregisseur und -intendant.

## Leben
Pierre Audi wurde als erstes Kind des aus Sidon stammenden libanesischen Bankers und Politikers Raymond Audi und seiner Gemahlin Andrée Michel Fattal geboren. Audi hatte zwei Geschwister, sein Bruder Paul ist Philosoph und Autor, seine Schwester Shérine ist ebenfalls Bankerin.
Während der Schulzeit am französischen Gymnasium in Beirut initiierte Pierre Audi einen Filmclub und lud unter anderem Pier Paolo Pasolini und Jacques Tati als Dozenten ein. Aus familiären Gründen zog er mit nach Paris, wo er das Collège Stanislas besuchte. Als Pierre Audi 17 Jahre alt war, ging die Familie nach England. Am Exeter College der University of Oxford studierte er von 1975 bis 1978 Geschichte und inszenierte im November 1977 für die Oxford University Dramatic Society (OUDS) am Oxford Playhouse Timon von Athen von William Shakespeare. Hier entdeckte er seine eigentliche Berufung als Regisseur.
1979 gründete er in London-Islington das experimentelle Almeida Theatre, an dem er bis 1989 als künstlerischer Leiter tätig war. 1990 übernahmen Jonathan Kent und Ian McDiarmid die künstlerische Leitung des Londoner Theaters. Durch sein Schaffen am Almeida Theatre erarbeitete er sich einen internationalen Ruf und wurde 1988 als künstlerischer Leiter an die De Nederlandse Opera in Amsterdam berufen. Zahlreiche Engagements als Gastregisseur führten ihn an verschiedene europäische Opernhäuser. Von 2005 bis 2014 war er zudem künstlerischer Leiter des Holland Festivals. Nachdem 2014 sein Vertrag in Amsterdam ausgelaufen war, kehrte er nach London zurück, wo er an der English National Opera (ENO) die Weltpremiere von „Thebans“ von Julian Anderson und Frank McGuinness inszenierte.
Bis 2018 war Pierre Audi künstlerischer Leiter an der Nederlandse Opera. In 30 Jahren Amtszeit dort verwirklichte er u. a. einen Monteverdi-, einen Mozart-Zyklus und Wagners Ring. 2019 übernahm er als Direktor das Festival d’Aix-en-Provence mit einem Jahresetat von 22 Millionen Euro. Im Mai 2025 starb er im Alter von 67 Jahren in Peking.

## Auszeichnungen
- 1990: Leslie Boosey Award der Performing Rights Society und der Royal Philharmonic Society
- 1992: BMW-Musiktheaterpreis bei der Münchener Biennale
- 1996: Prijs van de Kritiek (holländischer Theaterkritikpreis)
- 2000: Orden vom Niederländischen Löwen
- 2001: Ritter der Ehrenlegion
- 2001: Prins Bernhard Cultuurfonds Theater Prijs
- 2009: Johannes Vermeerprijs